# Jahrbuch des Königlichen Botanischen Gartens und des Botanischen Museums zu Berlin
Jahrbuch des Königlichen Botanischen Gartens und des Botanischen Museums zu Berlin – niemieckie czasopismo botaniczne wydawane w Berlinie w latach 1881 (1) – 1889 (5) przez Berliński Ogród Botaniczny (Botanischer Garten in Berlin) wraz z Muzeum Botanicznym. Wydawnictwo stanowiło kontynuację rocznika „Linnea” i ukazywało się nieregularnie. Redaktorem był August Wilhelm Eichler – dyrektor Berlińskiego Ogrodu Botanicznego, w kolejnym numerach wspierany przez Augusta Garckego i Ignaza Urbana. 
Czasopismo zawiera oryginalne publikacje dotyczące ogrodu botanicznego i jego działalności oraz z zakresu systematyki i morfologii roślin. 
W 2010 roku wydana została reprodukcja 5 numeru wydawnictwa.